# ちびうさ
ちびうさは、メディアミックス作品『美少女戦士セーラームーン』に登場する架空の人物。
原作漫画第2部、『Crystal』第2期、初代テレビアニメ『R』後半から登場。

## 人物
「月野うさぎ」を名乗る謎の少女。うさ耳のようにとがったピンクのお団子ツインテールと、赤い目の小さな女の子で、みんなに「ちびうさ」と呼ばれている。
月野うさぎの「幻の銀水晶」を探して空から落ちてきた。謎のロボット・ルナPボールから出したパラソルの不思議な力で『忙しい両親から月野家に預けられたうさぎの従姉妹』になりすまし、区立十番小学校1年1組に編入した。
正体は未来から来たうさぎと地場衛の娘で、「幻の銀水晶」に守られた30世紀の世界「クリスタル・トーキョー」の王女うさぎ・スモールレディ・セレニティ（愛称はスモール・レディ）。「時空の鍵」のペンダントの魔力で時間を行き来できる。初登場時はブラック・ムーン一族から母と30世紀を救う「過去の幻の銀水晶」を探すために20世紀の世界に渡り、ブラック・ムーンに「Rabbit（ラビット）」と呼ばれて命を狙われた。両親譲りの正義感の持ち主で、ドジな所は母親そっくりだが、頭も良くしっかりした性格は父親の衛に似た様子。初代テレビアニメ版ではときどきおねしょをしてしまうのが玉に瑕。
30世紀を治める未来の母・ネオクイーンセレニティは手の届かない憧れの存在で、20世紀の母の過去の姿・うさぎに親しみを感じている。うさぎとは行動パターンもそっくりで、初代テレビアニメの衛いわく「一卵性双生児のように気の合うやつら」。30世紀の親友にセーラープルートがおり、20世紀では同級生の桃原桃子、セーラーサターンに変身する土萠ほたるが親友になる。父の過去の姿と知りながら衛に恋してしまうが、第四部では「小さな乙女」と呼んで頼ってくれる天馬に変身した少年エリオスに恋をした。
プルートを「プー」、うさぎの母・育子を「育子ママ」、うさぎの父・謙之を「謙之パパ」と呼んでいる。敵の魔術で大人に変身した姿はうさぎよりも発育が良い。
主人公の月野うさぎとその仲間は『なかよし』読者層よりも上の中学2年生で、ちびうさ登場で『なかよし』読者層、特に小学校低学年女児の人気は一気にちびうさに傾いた。1994年2月号（1月発売）『なかよし』誌上で募集され、3月号（2月発売）で結果発表されたセーラームーンのキャラクター投票では、主役の月野うさぎを抑えてちびうさが1位になったほどである。ただしこの集計では月野うさぎとセーラームーンなど変身前と後の人格を分けており、当時のちびうさはまだセーラーちびムーンに変身していなかった。セーラーちびムーンの初登場シーンは1994年3月号に掲載された。

### プロフィール
- 誕生日：6月30日（月野うさぎと同じ）
- 誕生石：真珠、ムーンストーン
- 星座：蟹座（蟹座の守護星は月）
- 血液型：O型
- 性格：かなりワガママ
- 好きな色：赤、ピンク
- 好きな食べ物：プリン（初代テレビアニメではホットケーキ）
- 苦手な食べ物：ニンジン（月野うさぎと同じ。初代テレビアニメでは64話まで）、魚（初代テレビアニメ67話まで）[注 6]
- 好きな教科：図工
- 苦手な教科︰国語
- 趣味：うさぎのグッズ集め
- 特技：おねだり
- 苦手な物：お留守番
- 将来の夢：ママみたいな素敵なレディ
- 好きな宝石：ダイヤ（月野うさぎと同じ）
- 経歴：区立十番小学校

## 経歴

### 原作・『Crystal』版
30世紀の人類は青年期から肉体の成長が止まって1000年は生きるが、月の人間と地球の人間の最初の混血児のちびうさの体質には不明な点が多く、子供の肉体と精神のままで900年を生きてきた。全能の女神と讃えられる偉大な母と父に聞いていた母の若い頃の無敵の戦士・セーラームーンにコンプレックスを持つ。セーラーちびムーンへの覚醒後は成長が始まり、戦士見習いの修業を開始した。原作番外編の「ちびうさ絵日記」では十番小学校での学園生活が描かれている。
30世紀の人々に「いつまで経ってもチビのまま」「額に三日月の印がない」「セーラー戦士にも変身できない」「偽の王女だ」と噂される孤独な日々を過ごし、ある日いじめっ子から隠れようと入った時空の扉の部屋でセーラープルートに出会った。いじめっ子たちに「プリンセスなら『幻の銀水晶』が使えるはずだ」と言われて母の銀水晶を持ち出すが、「幻の銀水晶」の保護が失われた間にブラック・ムーン一族にクリスタル・トーキョーを総攻撃される。「幻の銀水晶」同士の反発力を狙って「過去の幻の銀水晶」を持ってこようと、プルートから時空のカギを奪って20世紀にタイムワープしたが、ブラック・ムーン一族に「ラビット（Rabbit）」と呼ばれて刺客を放たれる。
第1部の敵ダーク・キングダムとの決戦が終わった回の末尾で初登場。うさぎと衛のデート中に現れ、うさぎを本物そっくりのおもちゃの銃で脅迫して「幻の銀水晶」を要求する過激な展開を見せた。自分の素性について何も語らず、紅のルベウスに仲間をさらわれたうさぎに敵ではないかと疑われる。衛の家に泊めてもらうが、衛との仲を妬いたうさぎからの信用を得ることはできず、「過去の幻の銀水晶」が入ったうさぎの変身ブローチを盗んで未来に帰ろうとしたが失敗。ムーン、タキシード仮面、ヴィーナスたちを30世紀に連れて行くことを決意する。
プルートにタイムワープを許され、30世紀のクリスタルパレスで思念体となったキング・エンディミオンに再会した。プリンス・デマンドにムーンをさらわれるとプルートの力を借りようとするが、いつもさびしそうなプルートが笑顔で父と談笑する様子に「自分の居場所はどこにもない」と絶望し、ワイズマンの闇の世界にたどりついてブラック・レディに変身する。放ったらかしにされてきた恨みを晴らそうと「幻の銀水晶」の反発力で地球を壊そうとしたが、ふたつの「幻の銀水晶」をプリンス・デマンドに奪われる。時間停止のタブーを行使したプルートの最期を見つめると、悲しみの涙が第三の「幻の銀水晶」に変わって未来の月の戦士・セーラーちびムーンに変身した。覚醒したネオ・クイーン・セレニティに女王代理の任務とムーンロッドを託され、惑星ネメシスと一体化したデス・ファントムに連れ去られたセーラームーンとタキシード仮面に力を貸し、平和を取り戻した30世紀に帰っていった。
第3部ではネオ・クイーン・セレニティに20世紀での「真の友達探しとセーラー戦士の修業」の課題を与えられ、「セーラー戦士見習い」になって帰ってくる。うさぎと衛の協力で学校の宿題に提出する「伝説の聖杯」を作り、土萌研究所で土萠ほたると知り合う。ウラヌス（天王はるか）とネプチューン（海王みちる）を連れたプルート（冥王せつな）とも再会し、祈りの力で誕生させた二つ目の「伝説の聖杯」でスーパーセーラーちびムーンにパワーアップした。
ほたるの発作を銀水晶の光で鎮めるが、ウラヌスたちにほたる＝セーラーサターンの抹殺を宣告され、ほたるの体を奪ったミストレス9に銀水晶を吸収される。衛のエナジーを注がれて生命活動を維持したが、ほたるの魂に銀水晶を返されて目を覚まし、ほたるの昇天を見届けて最後の戦いに向かった。覚醒したサターンとセーラームーンの力で戦いが終わると、赤子に転生したほたるを連れたせつなたちと別れ、再会の約束の印にみちるの「ディープアクアミラー」を預かる。
第4部では皆既日食の後で未来に帰る予定だったが、突然時空のカギを使えなくなる。「エリュシオンと地球を救う『ゴールデン・クリスタル』を解放する『乙女』」探しの啓示を受けたペガサス（エリオス）に出会い、夢の中で真の姿を見せたエリオスに恋をして「クリスタルカリヨン」を授かった。うさぎへの憧れを利用したパラパラの「逆玉」でブラック・レディそっくりの大人に変身するが、セーラー戦士に変身して術を解く。エリオスに必要とされる「乙女」がうさぎと知って傷心するが、黒バラの呪いにうさぎと衛の命を奪われかけ、スーパー戦士にパワーアップしたプルート、ウラヌス、ネプチューン、サターンと再会する。
ネヘレニアとの戦いでは幻の銀水晶が進化した『ピンクムーン・クリスタル』の力でエターナルセーラーちびムーンにパワーアップ。戦いが終わると、サターンとセーラームーンの力で真の姿を取り戻した守護戦士・セーラーカルテットに出会う。パワーを使い果たしたエリオスをキスで目覚めさせ、エリオスと別れて「いつか未来でほんとうの乙女になったとき どうぞあたしの王子様がエリオスでありますように」と祈った。そしてエリオスに乙女の啓示を授けたプリンセスの正体は、成長した未来のちびうさ＝プリンセス・レディ・セレニティだった。
第5部では30世紀に帰還していたが、シャドウ・ギャラクティカの20世紀侵攻の影響で30世紀にも異変が起きる。ネオ・クイーン・セレニティに20世紀への出発を禁止されていたが、20世紀に行ったダイアナの報告が途絶え、眠りからさめたセーラーカルテットを連れて20世紀に出発。セーラーヘヴィメタルパピヨンに囚われ窮地に陥ったムーンたちを救い、戦いに同行するが、ギャラクシアの手先として蘇ったタキシード仮面がコルドロンの海に還されてしまい、うさぎと衛が結ばれる未来が潰えた事で存在が消滅した。戦いが終わると復活して30世紀へと帰還し、最終回ではうさぎに懐妊されている。
番外編『ぱられるせぇらぁむ〜ん』では、平行宇宙の東京に住む中学3年生の「月野ちびうさ」として登場。成績優秀で眼鏡をかけ、専業主婦の母・うさぎのだらしなさに呆れ、妹のこうさぎのドジっぷりにも手を焼いている。親友のほたると日本を牛耳ろうと東大合格を目指し、亜美を「先輩」と呼んで憧れている。

### 初代テレビアニメ
雷が大嫌い。
『R』ではアニメオリジナル「魔界樹編」を挟んだ後の後半「ブラック・ムーン編」から登場。30世紀は天変地異による長い眠りの後の世界で、ちびうさの年齢は不明（見た目と同じ6〜7歳の可能性が高い）。最初は家族やレイ達に甘えるうさぎを「ワガママで無責任」と嫌っていたが、UFO事件からはうさぎを信頼する。衛を「結婚したい」というほど愛しており、そんな彼を取り合うなどでうさぎと喧嘩ばかりしているが、本当は尊敬している。
うさぎと衛との出会い方、うさぎの家族を洗脳してうさぎの従姉妹になりすましたり、ブラック・ムーン一族に「ラビット」と呼ばれて命を狙われる流れは原作と同じ。泣き叫ぶと額に三日月の印を光らせて金色のエナジーを放出した。セーラープルートの指示で「幻の銀水晶」を探しており、ルナPボールの通信機能でプルートと連絡を取り合っている。過去を追求しない衛やタキシード仮面に懐き、殆どの時間を彼に甘えてうさぎをヤキモキさせる（ちびうさがいたお陰でうさぎと衛は絶交期間中も一緒に過ごせている）。うさぎの布団に潜り込んで「おねしょ」をしてしまいうさぎに怒られた。
クリスタル・トーキョーが攻撃を受けたのは、母の真似をしようと「幻の銀水晶」に触って銀水晶が消失したため。自分を庇ってクリスタルに包まれた母を救うために未来のセーラー戦士の力で「過去の幻の銀水晶」を探しに来た。「月野うさぎが銀水晶を持っている」と聞いてはいたが、セーラー戦士とタキシード仮面の正体も含めて詳しい情報は知らず、プレッシャーに耐えきれずに未来の両親のもとに帰りたがった。30世紀で両親が多忙な時は未来のセーラー戦士に見守られている。
紅のルベウス達から守ってくれていたセーラームーン達の正体を知ると大ショックを受け、育子の好意を無視したうさぎに怒って銀水晶入りの変身ブローチを盗んでしまう。そのまま未来に帰ろうとしたが時空のカギが反応せず、ちびうさを探しに出たマーズ達をルベウスにさらわれて責任を感じてルベウスのUFOに突入するうさぎについて行く。UFOを制御する邪黒水晶を自力で破壊するが、邪黒水晶の力が体に入って倒れ、プルートの力で精神世界に来たムーンに心を開いて邪黒水晶の力を祓われた。
転入した十番小学校1年1組で桃原桃子と友達になり、学校を襲ったキラルとアキラルへの怒りでエナジーを暴走させる。さらに自分を庇った桃子と母を重ねてエナジーをパワーアップさせ、入院した桃子のためにも未来の世界を救おうと決心する。時空のカギの力でムーン達を未来に連れていくが、ムーンの銀水晶でも母が目覚めないショックでクリスタル・パレスから飛び出してワイズマンに出会う。ワイズマンに記憶を書き換えられて未来の両親とセーラー戦士に愛されなかったと思い込み、邪黒水晶の力を受け入れてブラック・レディに変身し、ムーン達を襲ったが近寄ってきたルナPボールを側に置く。
ムーン達の説得と銀水晶の力で記憶が戻りかけてもワイズマンに言いくるめられるが、最後はネオ・クイーン・セレニティの姿に変身したムーンとタキシード仮面に抱きしめられ、本当の記憶を思い出して元の姿に戻った。『過去の銀水晶』を使いながら苦戦するムーンに流した後悔の涙が消えたはずの『未来の銀水晶』に変わり、プリンセス・スモールレディ・セレニティの姿に変身。『過去と未来の銀水晶』の合体攻撃でデス・ファントムと邪黒水晶を倒して力を使い果たすが、復活した本物のネオ・クイーン・セレニティに救出された。戦いが終わるとうさぎ達と別れて未来に帰り、両親に再会する。
『S』シリーズの後半からはセーラーちびムーンに変身する力を手に入れ、ネオ・クイーン・セレニティに「友達探しとセーラー戦士の修業」の課題を与えられて20世紀に帰ってくる。ムーンを助けに再登場したが、戦闘能力はほぼ皆無のためムーンと同じく逃げ専門だった。友達を求めて十番街の美少年達に出会うがどれも不調に終わり、十番自然公園で帽子を拾ってくれた土萠ほたると友達になる。不気味な何か（ミストレス9）に怯えるほたるを助けたいと思い、セーラーサターンが目覚める前にほたるの抹殺に動いた冥王せつなことプルート達外部戦士と対立した。
終盤ではミストレス9に「ほたるを最も想うピュアな心」を狙われ、「ピュアな心の結晶」を抜き取られて仮死状態になり、生命活動を維持するためにルナの力で衛のエナジーを与えられた。ほたるから覚醒したサターンの幻にピュアな心を返されると回復し、ファラオ90の消滅後に赤子に転生したほたると再会する。帰りを催促する両親の手紙が届き、お別れパーティーを開かれて未来に帰ろうとしたが、ダイモーンの生き残りが現れて20世紀に留まった。
『SuperS』では事実上の主人公として登場。人間たちの美しい夢を守る番人・ペガサスに恋をし、ペガサスの力でスーパーセーラーちびムーンにパワーアップ、ペガサスに祈りを捧げてセーラームーンに戦う力を与えた。夢の世界でペガサスと秘密の逢瀬を繰り返しながら、通信アイテムの「スタリオン・オーブ」でおしゃべりする。パラパラの逆玉の魔法で大人に変身するとなぜかペガサスを呼べなくなり、夢の世界に現れたペガサスに彼の正体と夢の森・エリュシオンの存在を知らされ、子供の姿を受け入れて魔法を解かれた。
デッド・ムーンのネヘレニアの呪いの力が増すと、「ゴールデン・クリスタル」を解放できる人間を探す使命を明かしたペガサスに別れを告げられ、うさぎ達を連れてデッド・ムーンのアジトに乗り込んだ。ネヘレニアにペガサスの宿主と気づかれてさらわれ、ペガサスもアマゾネス・カルテットに捕まるが、暴走して炎に包まれたペガサスをなだめ、真の姿を取り戻したエリオス（ペガサス）と出会う。
ネヘレニアにエリオスと引き離された上に呪いで眠らされるが、エナジーを口に含んだエリオスのキスで救われる。美しい夢を持つ地球の人々に祈りを捧げ、ゴールデン・クリスタルに力を届けてデッド・ムーンを滅ぼした。しかし、ネヘレニアの最後のあがきで城から突き落とされ、セーラームーンの想いに反応したゴールデン・クリスタルに翼を授かって生還する。戦いが終わるとうさぎ達や改心したカルテットに見守られ、エリュシオンに帰るエリオスと別れた。
『スターズ』序盤ではネヘレニアの事件の影響で30世紀に帰れなくなる。衛をさらったネヘレニアとの戦いでサターンに覚醒したほたると再会するが、衛の心が支配されてうさぎと衛が結ばれる歴史が変わり、破滅の力を使おうとしたサターンを庇いながら消滅してしまう。うさぎの愛に衛が共鳴すると復活し、サターンの隣でうさぎに力を送ってエターナルセーラームーンにパワーアップさせた。
その後は30世紀に帰り、すぐに衛がギャラクシアに消されたために最後まで登場しない。うさぎは衛とちびうさとの3人で撮った写真を持っているが、星野光が月野家に来た時には同じ構図でちびうさがいない写真が登場した。

## ブラック・レディ
第2部終盤に登場。ワイズマンに洗脳されたちびうさが「邪黒水晶」の暗黒の力を浴びて急成長し、ブラック・ムーン一族の「暗黒の女王」に変身した姿。色気たっぷりな容姿を持ち、ガラス玉のような瞳の目つきは冷たい。母・ネオクイーンセレニティの過去の姿であるうさぎを憎んだ。
ブラック・ムーンの証・逆さまの黒い三日月の印と「邪黒水晶」のピアスを持つ。羽衣のようなワインレッドのストール、ダイヤを袖口に飾ったオーガンジーの赤いブラウス、チャイナドレス風の黒いキャミドレス（オーガンジーの青いアンダースカート入り）、サテンの赤いヒールに身を包む。
原作漫画、新作アニメ『Crystal』
疎遠な母と人々の心無い噂に苦しみ、ブラック・ムーンに囚われた仲間と衛への独占欲で憔悴するうさぎに認められることも失敗したちびうさが、親友セーラープルートの父を慕う姿に絶望してワイズマンの暗黒の世界にたどりつき、ワイズマンに選ばれて暗黒の力を授けられた姿。
時空の果てである暗黒城まで容易に移動し、空間を歪め自らの力で『邪黒水晶』の塊を作り出し地球に打ちこむなど、強力な能力を持つ。またタキシード仮面に対しブラック・レディの命令にのみ従いブラックレディのみを愛する傀儡へと変えるほどの洗脳能力も持つ。
自らを拒否した世界を憎み、クリスタル・パレスから強制退去させられた際も「ネメシスの女王として生まれ変わった」のだと強調し、スモールレディと呼んだルナPボールについてはうるさいオモチャだと破壊する。また愛情を求め、自らのみに愛情を注ぎ自らのモノとなるようタキシード仮面を力で傀儡化した。
セーラームーンの幻の銀水晶を奪い、自らを孤独に追いこんだ地球を滅ぼそうと何度も邪黒水晶の塊を撃ちこむ。しかし世界を救うため命を賭したプルートの喪失により、自身がプルートを愛し、そしてプルートや両親から静かに愛されていたことを悟ると、ブラック・レディとしての姿は消え、「未来の銀水晶」の所有者として目覚め新たな戦士として覚醒した。
なお本人は後日「ブラック・レディってなに？」と、この時のことを覚えていない様子であった。
初代テレビアニメ『R』
ちびうさのエナジーを利用しようとしたワイズマンに両親や未来のセーラー戦士との記憶を歪められ、「自分は誰にも愛されなかった」と思い込んで暗黒の力を受けいれた姿。変貌の際、まるでセーラー戦士のメイクアップとは対であるかのように、黒いエネルギーに包まれ全身が黒一色の全裸体と化した上で急成長している。
変貌した姿に初めてセーラー戦士たちが相対した際、何者か分からなかった戦士たちに対しすぐさま近づいてきたルナPボールを「唯一の友達」と心を開いてそばに置き、ルナPボールもそれに応じ額の刻印がブラック・ムーン一族のものに変貌した。ほかに配下のドロイド等はおらず、ワイズマン以外のブラック・ムーン一族との絡みもほぼ無い。
能力面では邪黒水晶の力で自在にワープを行い、また自らのダークパワーのみで邪黒水晶のピアスを巨大化させ、暗黒ゲートを開くほどの力を持っている。戦闘時には単純に自らのダークパワーエネルギーを浴せたり、邪黒水晶のダークパワーで強化させたルナPボールの「ルナP変化」で攻撃する。
洗脳自体は不安定であり、セーラームーンからの訴えにより度々記憶を取り戻しそうになるが、都度ワイズマンが現われ再洗脳を施されていた。しかし最終的には未来の記憶ではなく現代でうさぎたちと過した実感がキーとなり洗脳から開放された。
SFCゲーム「Another Story」
ヘル・デスティニーに運命を変えられてちびうさから独立した存在になり、シャーマン・アプスーの配下としてセーラー戦士の前に現れる。

## セーラーちびムーン
月を守護星に持つ未来の戦士。次世代のセーラームーンであるセーラー戦士見習いで、変身すると少しだけ身長が伸びる。月の王女の力に目覚めて「幻の銀水晶」を使えるようになり、変身ブローチに入った「未来の幻の銀水晶」の力で変身する。
コスチュームの色はパステルピンク（Crystalシリーズではチェリーピンク）。赤いリボン、ハートのチョーカー、ロングブーツ、羽ピン、羽つきの超音波増幅バレッタ、三日月のフープピアスも装備。初代テレビアニメではスーパーセーラームーンの初変身で羽ピンを追加した。
原作漫画、『Crystal』シリーズ
ブラックレディがセーラープルートの死による悲しみで覚醒した姿。ティアラの宝石はピンク。原作番外編での決め台詞は「女のコの味方 愛とセーギのセーラー服美少女戦士見習い セーラーちびムーン参上！」。スーパー変身を機に戦士見習いを卒業し、第5部では独り立ちして守護戦士のセーラーカルテットを仲間にした。『Crystal』及び『Eternal』での名乗りシーンの背景は、2期では三日月と朝顔の花、3期ではハートとピンクと白の薔薇の花。
初代テレビアニメ
30世紀での修行で変身した姿。決め台詞は「愛と正義のセーラー服美少女戦士見習い、セーラーちびムーン！未来の月に代わっておしおきよ！」。ティアラの宝石は赤。ムーンと同じく逃げ専門で、必殺技は威力と射程に欠けてしばしば不発である。名乗り方はセーラームーンと同じだが、最初の決めポーズは振り向きざまで、背景もピンクのレース模様と金色の光。『SuperS』（『Crystal』シリーズの劇場版『Eternal』も）ではムーンと同時に名乗り、ムーンとの背中合わせでメリーゴーランドのようにくるくる回る。

### パワーアップ形態
スーパーセーラーちびムーン（原作漫画第4部、初代テレビアニメ『SuperS』、劇場版『Eternal』）
セーラーちびムーンがスーパー変身した姿。スーパーセーラームーンと色違いの虹色の服が特徴。白いシースルーの肩の三段フリル、蝶のように広がる腰のリボン、金色に光る三日月の石のティアラも追加。
原作・『Crystal』・『Eternal』
第3部終盤に祈りの力で誕生させた聖杯に太陽系戦士のエナジーを受けて変身した。
初代テレビアニメ
『SuperS』でペガサスに変身能力を与えられ、ペガサスを召喚する力でスーパーセーラームーンをサポートする。
プリンセス・スモールレディ・セレニティ（原作漫画第4部、劇場版『Eternal』）
ちびうさの王女の姿。原作ではピンクのエンパイアドレス、初代テレビアニメではプリンセス・セレニティと同じ白いエンパイアドレスを着ている。
原作第4部では新しい聖杯の誕生でこの姿に変身し、「30世紀のクリスタル・パレス」の力を聖杯に注いだ。
プリンセス・レディ・セレニティ（原作漫画第4部、劇場版『Eternal』）
未来で成人したちびうさの姿。目のハイライトとドレスのデザインを除けばブラック・レディにそっくり。
エターナルセーラーちびムーン（原作漫画第4部終盤以降、劇場版『Eternal』・『Cosmon』）
プリンセスの城のエナジーを注いだ聖杯の力でエターナル変身した姿。ブローチを使わなくなり、幻の銀水晶が変身した「ピンクムーン・クリスタル」の力で変身する。
コスチュームはムーン以外のセーラー戦士と同型。宝石類は星型になり、肩の透明な球体、二重スカート、白いロングブーツ、紐状の腰のリボンが特徴。

### アイテム
ルナPボール（原作漫画第2部、初代テレビアニメ）
ルナの頭を模した、ちびうさのお目付役のボール型ロボット。アンテナを額に生やしている。意思を持つかのように動く。ゴム毬のように弾ませると、催眠術を操るパラソルなどの不思議なアイテムを出す。
原作と『Crystal』
未来のマーキュリーが開発した。継ぎ目が存在せず、喋らせることもできる。ちびうさが寂しさを紛らわしたり、クラウンのゲームの操作に使った。何度も壊れては修理され、ちびムーン覚醒に反応してピンクムーンスティックに変身した。
初代テレビアニメ
ポンポン弾ませながら「ルナP変化！」と唱えてアイテムを出す。顔を液晶画面に変えて通信機にでき、セーラープルートやうさぎたちと通信できる。ブラック・レディにも付き従った。『S』からは30世紀に残り、ネオクイーンセレニティの手紙をちびうさに届けた。
時空の鍵（原作漫画第2部、初代テレビアニメ『R』）
ちびうさがペンダントにしている不思議な鍵。見た目はセーラープルートの「ガーネットロッド」のガーリーミニチュア版。
時間移動は禁じられているが、ブラック・ムーンから30世紀の世界を救う「過去の幻の銀水晶」を探す目的で手にし、20世紀と30世紀の世界の行き来に使用する。原作では時空の扉の番人のセーラープルートから奪っているが、初代テレビアニメではセーラープルートから預かった。
セーラープルートと時の神クロノスと交信する呪文「時の衛人よ！時空の扉 天空を裂き 我に開け放て！我は汝の真の名を呼ぶ 全能なる時の神 衛人の父クロノスよ 我を導きたまえ！我を守りたまえ！光の道を我に！」を唱えて天にかざすと、時空の扉に続く光の道を召喚する。
未来の幻の銀水晶（原作漫画第2部以降、『Crystal』）
王女の力に目覚めたちびうさの涙から現れた新しい「幻の銀水晶」。ちびうさをセーラーちびムーンに変身させた。
原作
ネオクイーンセレニティの銀水晶をペンダントにしていたが、まだ月の王女の力に目覚めていないちびうさには使えなかった。自分の銀水晶を覚醒させた後はうさぎのように変身ブローチの中に入れている。「過去の幻の銀水晶」と接触させると時空を超えるパワーを出す。
連載時の能力解放形態ではうさぎの銀水晶のように蓮の花弁に似た結晶に包まれるが、新装版以降は牡丹の花弁に似た結晶に変更された。
初代テレビアニメ
涙から現れたのは、触った時に体に閉じ込められたネオクイーンセレニティの銀水晶。ちびうさの銀水晶は『S』でも登場しないが、『SuperS』のちびうさの変身ブローチに銀水晶らしき宝珠が入っている。
ピンクシュガーコンパクト（初代テレビアニメではプリズムハートコンパクト）（原作漫画第3部、初代テレビアニメ『S』、『Crystal』）
セーラーちびムーンの変身アイテム。コンパクトミラータイプのピンクのブローチ。
ハートと王冠をイメージしたデザインで、王冠の宝石は外部太陽系戦士カラー。
原作と『Crystal』
「幻の銀水晶」が内蓋のハート型の穴に入っている。
初代テレビアニメ
蓋を閉じたまま外側の宝石を光らせて使用。販売された玩具の中に「幻の銀水晶」はなく、代わりにハートの鏡がはまっている。
ピンクムーンスティック（原作漫画第3部、初代テレビアニメ『S』、『Crystal』）
セーラーちびムーンの武器。セーラームーンのムーンスティックのちびムーン版。
ハートと星をデザインしたピンクのステッキで、付け根にネオクイーンセレニティの王冠の意匠を飾っている。
原作と『Crystal』
ルナPボールが変身した。宝石から浄化効果を持つ「ピンクの砂糖」を出す。
初代テレビアニメ
宝石からハートの輪を出すが、まだ未熟なせいか不発が多い。
超音波増幅バレッタ
セーラームーンの「超音波増幅バレッタ」のちびムーン版。セーラームーンのものとは異なり、白い羽がついている。
羽ピン
セーラームーンの「羽ピン」のちびムーン版。
ちびムーンコンパクト（原作漫画第4部、初代テレビアニメ『SuperS』、劇場版『Eternal』）
スーパーセーラーちびムーンの変身ブローチ。ハート型の「幻の銀水晶」が中に入っている。
クリスタルカリヨン（原作漫画第4部、初代テレビアニメ『SuperS』、劇場版『Eternal』）
ペガサス（エリオス）を呼び出せる不思議なベル。ハートの形のハンドルがついている。
原作
華奢な水晶のベルで名前も出ない。エリオスを呼ぶために使うが、エリオスが鳴らす場合もある。必殺技の発動には関係がない。
初代テレビアニメ
大きな赤いハンドルに入った金のベル。スーパーセーラームーンが必殺技を使う前に鳴らしてペガサスを呼ぶ必要がある。ペガサスの力でピンクムーンスティックが変化したアイテムで、「ピンクシュガーハートアタック」を出せる。
ちびムーンカレイドスコープ（原作漫画第4部、劇場版『SuperS』、劇場版『Eternal』）
スーパーセーラーちびムーンの武器。スーパーセーラームーンの「ムーンカレイドスコープ」のちびムーン版。
うさぎとお揃いのガラスの万華鏡が意思を持って変化したアイテムで、ペガサスの翼とガラスの万華鏡をイメージしたレイピア型のスコープ。
スタリオンレーヴ（初代テレビアニメ『SuperS』）
ペガサスと交信できるオブジェ型通信機。宝珠を巻きつけた水晶玉の中にペガサスを映し出す。
ディープアクアミラー（原作漫画第4部前半、劇場版『Eternal』）
セーラーネプチューンのタリスマン。外部太陽系戦士と別れる前にネプチューンに預けられた再会の約束のしるし。返す時に「サブマリン・ミラー」と呼んだ。
ピンクムーン・クリスタル（原作漫画第4部終盤、劇場版『Eternal』）
エターナル変身でパワーアップしたちびうさの「幻の銀水晶」。エターナルセーラーちびムーンの変身アイテムで、ちびうさのセーラークリスタル。
エターナルティアル（原作漫画番外編「ヒミツのハンマープライス堂」）
エターナルセーラームーンの「エターナルティアル」のちびムーン版。

### 変身呪文
ムーン・プリズムパワー！メイクアップ！（原作漫画第3部、初代テレビアニメ『S』、『Crystal』）
セーラーちびムーンの変身呪文。
原作
呪文を叫んで強い光に包まれる。
初代テレビアニメ
短縮バージョンではプリズムハートコンパクトを光らせ、決めポーズを取ってコンパクトが出す無数のハートの光に包まれて変身完了する。
フルバージョンではハートに包まれて全身を光らせ、新体操のように宙返りしてレオタードを着る。ハートを散らしてアクセサリーを装備し、最後に光るハートをチョーカーに乗せると、５つの星とリボンを添えたハートの前でポーズを取る。
『Crystal』
第3期では光のリボンを体に巻き、ハートを散らして変身。変身完了すると瞳からハートの光をこぼし、ハートの光とレースの前で決めポーズを取る。
ムーン・クライシス！メイクアップ！（原作漫画第4部、初代テレビアニメ『SuperS』、劇場版『Eternal』）
スーパーセーラーちびムーンの変身呪文。
初代テレビアニメ
ちびムーンコンパクトを光らせて開け、コンパクトから溢れたリボンを浴びる。スピンしてリボンをレオタードに変え、ひらめく2枚のスカートをムーンと背中合わせに装着すると、光の三日月を散らしてムーンの頬に唇を近づける位置に移動。アクセサリーを装備してムーンと見つめ合い、向かい合って決めポーズを取る。
『Eternal』
『SuperS』と基本動作は同じだが、レオタードを装着した段階で肌が元の色に戻る他、決めポーズのシーンで左右に薔薇の花が追加されている。
ピンクムーン・クリスタルパワー！メイクアップ！（原作漫画第4部終盤以降、劇場版『Cosmos』）
エターナルセーラーちびムーンに変身する呪文。
原作漫画
呪文を叫んで強い光に包まれる。
『Cosmos』
手を掲げてピンク色のマニキュアをつけながら変身呪文を唱えると、額に現れた月のマークからハートと三日月の光が飛び出てティアラを装着。バレッタを片方ずつ装着し、両方の羽ピンも装備され、手袋・レオタード・ブーツを纏い、レオタードにセーラーカラー・リボン・スカートが加わると決めポーズを取る。
アブラ・カダブラ・ポン（原作漫画第二部、『Crystal』）
変身呪文ではないが、プルートに教わった「楽しくなる呪文」。ルナPボールから取り出した傘から鳩を出した。由来は「アブラカダブラ」。

### セーラーちびムーンの必殺技
超音波攻撃（初代テレビアニメ）
泣き声を超音波バレッタで超音波に増幅させる。『SuperS』でセーラームーンと一緒に一回のみ使用。
ムーン・プリンセス・ハレーション（原作漫画第2部、『Crystal』）
ネオ・クイーン・セレニティのムーンロッドを借りた、セーラームーンとの合体技。
ピンク・シュガー・ハート・アタック（原作漫画第3部、初代テレビアニメ『S』、『Crystal』）
原作
ピンクムーンスティックの宝石からエナジー（番外編によると「ピンクの砂糖」）を出す。威力は若干低いが仲間と同じ浄化技で、新装版では無数のハートを放つ。
初代テレビアニメ
ピンクムーンスティックを掲げてスケートのように高速スピンし、振り返るポーズを取って光のハートの輪を連射して発射音も鳴らす。かなりの破壊力を持つが、まだ未熟なせいかうまく使いこなせず、「重力で届く前に落ちる」「出ないと見せかけて暴発して自分に当たりそうになる」などで不発に終わったり、命中しても少し痛い程度で大したダメージにならないので、ギャグ要素的な削り技である。
『Crystal』
原作新装版に準じ、ピンクムーンスティックの宝石からハートの光を周囲360°の方向に放つ。原作同様に威力は低いが通常の浄化技である。
虹色双月心激（原作漫画第3部終盤、『Crystal』）
スーパーセーラームーンとの合体技。ムーンのハートムーンロッドにピンクムーンスティックを交差させる。
一角天馬召喚（原作漫画第4部、初代テレビアニメ『SuperS』、『Eternal』）
クリスタルカリヨンの鈴を鳴らしてペガサス（エリオス）を召喚する技。
初代テレビアニメ
鐘の音を響かせ、「お願いペガサス！みんなの夢を守って！」と叫びながら跪いて祈り、オーロラの前でカリヨンを掲げてペガサスを召喚する。ペガサスがいないとスーパーセーラームーンが必殺技を使えないので、非常に重要な技となっている。
ムーン・ゴージャス・メディテイション（原作漫画第4部、劇場版『SuperS』、劇場版『Eternal』）
カレイドムーンスコープを使用するスーパーセーラームーンとの合体技。
『Eternal』
セーラームーンの動作を逆向きで行う。
ムーン・クライシス・パワー（初代テレビアニメ『SuperS』第38話のみ）
地上の人々の美しい夢の力を集めてゴールデン・クリスタルの力を解き放ち、激しい金色の光でネヘレニアの力を奪った。
ピンクシュガー・タキシード・アタック（原作「かぐや姫の恋人」）
タキシード仮面の「タキシード・ラ・スモーキングボンバー」との合体技。
ピンクレディース・フリージング・キッス（原作漫画第5部）
セーラーカルテットとの合体技。
『Cosmos』
雪の結晶を浮かび上がらせた後、ピンク色の氷の結晶を無数に放つ。
スターライト・ハネムーン・ダブル・セラピー・キッス（原作漫画番外編「ヒミツのハンマープライス堂」、ミュージカル）
エターナルセーラームーンと二人同時にエターナルティアルを使用する合体技。

## キャスト
声優
- 荒木香恵（初代テレビアニメ）
- 福圓美里（Crystal）

女優
- 宮川愛 / 川崎真央（ミュージカル版・初代）
- 竹中夏海 / 白井珠希ディア（ミュージカル版・2代目）
- 郡司あやの（ミュージカル版・3代目）
- 伊澤有梨須（ミュージカル版・4代目）
- 高畠華澄（ミュージカル版・5代目）
- 宮崎のえる（ミュージカル版・6代目）
- 山本愛星（ミュージカル版・7代目）
- 大田ななみ（ミュージカル版・8代目）
- 大野真緒（ミュージカル版・9代目）
- 堀田実那（ミュージカル版・10代目）
- 大崎望絵（ミュージカル版・11代目）
- 久家心 / 神田愛莉（ミュージカル版・12代目）
- 小林百合香 / 鎌田英怜奈（ミュージカル版）

## 海外版の名前
- 英語圏 - Rini リニ、Sailor Mini Moon セーラーミニムーン
- フランス - アニメ Camille カミーユ、漫画（初版） Minibunny ミニバニー、変身後はSailor Chibi Moon セーラーシビムーン（フランス語式に発音）
- イタリア - Chibiusa キビウーザ（イタリア語式に発音）、Sailor Chibiusa セーラーキビウーザ（Crystalではチビウーザと発音し、変身後はセーラーチビムーンと発音する）
- スペイン - ちびうさ、グエリエーロ[注 19]・チビルーナ
- ポルトガル - ちびうさ、ナヴィガンテ[注 20]・ちびムーン
- ハンガリー - カミーユ、キス・ホールドトゥンダー
- デンマーク - ちびうさ、セーラームーンジュニア
- 韓国 - リトルセーラー、セーラーちびムーン
- 香港 - 豆釘兔